# 山口県共通バスカード
山口県共通バスカード(やまぐちけんきょうつうバスカード)は、山口県内で取り扱っている共通バスカード。県内の多数の事業者で取り扱われてきたが、現在はブルーライン交通と船木鉄道の2事業者みで共通に使用できる。

## 概要
1992年夏よりサンデン交通が単独で「ふくふくカード」と称して発売開始（磁気式バスカードは中四国初）。次いで1996年夏に船木鉄道が発売開始したと同時にサンデン交通と共通化。1998年3月31日には防長交通の徳山を中心としたエリアで発売を開始し、1999年2月1日に中国ジェイアールバス（現・JRバス中国）でも発売され、防長交通と中国JRバスが共通化された。暫くの間東西で分断されていたものの、2000年3月1日に県内共通化された。その時から宇部市交通局と岩国市交通局でも発売、使用開始となった。当初は山口市交通局でも発売が検討されていたが、1999年春に防長交通に移管されたため、同局発売のカードは存在しないままに終わった。
この他、2001年4月1日から萩市経済部商工課と観光課が防長交通に委託して運行を開始した、萩循環まぁーるバスのみで使用が可能な専用カードも発売されているが、2023年1月31日もしくは在庫がなくなり次第発売を終了し、同年3月31日をもって利用も終了することが発表されている。
当初ブルーライン交通はバスカード導入が遅れ、移管後も暫くは長門地区ではバスカードが使用できなかった。だが、長門地区の車両も運用の関係上サンデン交通や防長交通と重複する区間を運行することが多い上、沿線利用者からの要望も強かったため、現在は原則全ての車両が共通バスカードに対応している（サンデン交通の公式HP側には豊北及び長門の記載がないが、利用できる。尚、ブルーライン交通のHPにはサンデン交通の「ロングライフパス」はご利用いただけませんと記載しているのみで、バスカードに関する記載はない）。新規導入車両には新規導入のバスカード機器が、中古及びサンデン交通から移管導入された車両にはかつてサンデン交通で使用していたバスカード機器が導入されている。

## 利用可能な事業者
- ブルーライン交通（ カードは発行しておらず、2021年3月5日までサンデン交通発行のバスカードの販売をしていたが、同カードの販売終了に伴い、車内で販売しなくなった。）
- 船木鉄道

### 過去に利用出来た事業者
自社局での利用を終了した社局でも、利用可能な他社での利用は引き続き可能。
- 岩国市交通局 - 2015年3月31日をもって交通局は廃止。バス事業は2009年に設立した子会社のいわくにバスに全面譲渡された。
- いわくにバス - 2016年より順次広島県のICカードPASPYに移行し、2019年（月日不明。少なくとも9月27日以降[5]）をもって完全にバスカードの利用を終了した。発行済のカードの他社のバスでの利用不可。[要出典]
- サンデン交通 - 2021年3月6日にICカードnimocaを導入。前日の3月5日にバスカードの販売を終了。バスカードの利用は5月31日をもって終了[6]。
- 中国ジェイアールバス（現・JRバス中国） - 2021年3月20日にICカードICOCAを導入。3月31日にバスカードの販売を終了。バスカードの利用は9月30日をもって終了[7][8]。
- 西日本バスネットサービス - 親会社の中国ジェイアールバス同様、バスカードの利用は2021年9月30日をもって終了。ICカードは導入せず。
- 宇部市交通局 - 2022年3月15日にICカードICOCAを導入。2月28日にバスカードの販売を終了。バスカードの利用は9月30日をもって終了。
- 防長交通 - 2023年3月25日に周南市、下松市、光市の一般路線と高速バス広島 - 徳山・防府線、新山口 - 萩線「スーパーはぎ号」、および同社が運転を受託する山口市コミュニティバス・萩循環まぁーるバスに交通系ICカード「ICOCA」を導入。それ以外の一般路線も2024年2月23日に導入し、全路線で利用可能になった。バスカードの販売はすでに終了しており、利用も2024年9月30日をもって終了。

## 今後
ブルーライン交通及び船木鉄道は、現在のところ交通系ICカードの導入及びバスカードの利用終了について発表はない。